# Пирейский порт
Пире́йский порт (греч. Λιμάνι Πειραιά) — морской порт Пирея, крупнейший в Греции. Как пассажирский порт — крупнейший в Европе, а также третий в мире. Один из десяти крупнейших европейских контейнерных портов. Находится под управлением организации Piraeus Port Authority (PPA).
Порт расположен в периферии Аттика примерно в 5-10 км от Афин. Находится на берегу залива Сароникос Эгейского моря.

## Новейшая история
В 2002 году PPA и правительство Греции подписали концессионное соглашение. Правительство Греции арендовало территорию, здания и сооружения порта Пирей сроком на 40 лет. В 2008 году продолжительность концессионного соглашения была изменена с 40 до 50 лет. Таким образом аренда заканчивается в 2052 году:42.
После начала долгового кризиса конце 2009 года, у греческого правительства появились планы провести приватизацию ряда принадлежащих государству активов. Одним из таких активов является порт Пирей.
В октябре 2009 года Греция сдала в аренду половину китайской China Ocean Shipping (Group) Company (COSCO) на 35 лет. Аренда обходится COSCO в 100 млн евро в год.
Терминал 1 эксплуатируется PPA S.A. и имеет пропускную способность почти 1 млн. TEU. Мощность терминала 2 составляет 3 млн. TEU, и он управляется Pireeus Container Terminal PCT S.A., дочерней компанией COSCO. В 2013 году РСТ завершил строительство терминала 3 мощностью примерно 2,7 млн. TEU. Общая пропускная способность порта составляет 6,7 млн. TEU.
Участие COSCO сопровождалось протестами. По мнению профсоюзных активистов PPA, приход COSCO привёл к сокращению зарплаты и социальных пособий, исключению членов профсоюза и усилению давления, направленного на повышение производительности труда.
Экономические показатели обслуживания контейнеров значительно улучшились с 2009 года. До того как COSCO приняла на себя управление, объём обслуживания контейнеров в порту составил 1,5 млн. TEU. В 2014 году эти показатели выросли до примерно 3,58 млн. TEU. В 2015 году порт Пирей обслужил 3,32 миллиона TEU.
По состоянию на 10 августа 2016 года, COSCO владеет 51 % акций PPA, Фонду развития активов Греческой Республики принадлежит 23,14 % акций, а другим инвесторам — 25,86 % акций.

## Статистика
По состоянию на апрель 2016 года Пирейский порт занимает 39-е место среди контейнерных портов мира. В 2007 году порт Пирей обработал 20 121 916 тонн грузов и 1 373 138 TEU, что делает его самым загруженным грузовым портом в Греции и крупнейшим контейнерным портом в стране и в Восточно-Средиземноморском бассейне.
| Year              | 2007       |
| ----------------- | ---------- |
| Ролкеры*          | 1 108 928  |
| Навалочные грузы* | 606 454    |
| Общие грузы*      | 6 278 635  |
| Контейнеры*       | 12 127 899 |
| Всего*            | 20 121 916 |

* показатели в тоннах